# Orbita fotonowa
Orbita fotonowa – szczególna orbita fotonu wokół czarnej dziury, która charakteryzuje się tym, że odległość fotonu od centrum pola grawitacyjnego nie ulega zmianie w trakcie ruchu. Fotony krążą po takiej orbicie nie oddalając się ani nie zbliżając do czarnej dziury. W przypadku nierotującej czarnej dziury (rozwiązanie Schwarzschilda), orbita fotonowa znajduje się w odległości 1,5 promienia Schwarzschilda od centrum grawitacji, czyli wyraźnie ponad horyzontem czarnej dziury. Jest to orbita kołowa o najmniejszym możliwym promieniu – cząstki materialne mają orbity kołowe o promieniu zawsze większym od orbity fotonowej. Orbita fotonowa jest niestabilna, najmniejsze zaburzenie w ruchu fotonu spowoduje jego ucieczkę do nieskończoności lub spadnięcie pod horyzont czarnej dziury. Jeżeli czarna dziura rotuje (rozwiązanie Kerra), to ruch fotonu w płaszczyźnie równikowej zależy od tego, czy foton krąży po orbicie zgodnej czy przeciwnej do kierunku rotacji czarnej dziury. Istnieją wówczas dwie orbity fotonowe. Istnienie całej sfery orbit fotonowych nie tylko w płaszczyźnie równikowej, badał Teo (2003).
Orbita fotonowa określa też w przybliżeniu rozmiar cienia, jaki utworzy czarna dziura na tle nieba, jeżeli będziemy obserwować promieniowanie dochodzące do nas, a pochodzące od materii położonej w większej odległości niż czarna dziura (za czarną dziurą). Przeprowadzenie takich obserwacji jest rozważane w ramach proponowanej misji MAXIM, w odniesieniu do najbliższych masywnych czarnych dziur (Sgr A*, Messier 87).